# Chicocenebra
Chicocenebra is een geslacht van weekdieren uit de klasse van de Gastropoda (slakken).

## Soort
- Chicocenebra gubbi (Reeve, 1849)